# E58
La ruta europea E58 és una carretera que forma part de la Xarxa de carreteres europees. Comença a Viena (Àustria) i finalitza a Rostov del Don (Rússia). Té una longitud aproximada de 2200 km, una orientació d'est a oest i passa per Àustria, Eslovàquia, Ucraïna, Romania, Moldàvia i Rússia.